# FS ETR.401
Der ETR.401 (von italienisch ElettroTreno Rapido) ist ein von Fiat Ferroviaria hergestellter vierteiliger Triebzug der italienischen Staatsbahn Ferrovie dello Stato. Er war als Versuchszug zur Erprobung der aktiven Neigetechnik konzipiert, stellt den ersten planmäßig eingesetzten Neigezug der Welt dar und gilt als Begründer der Familie der Pendolino-Triebzüge.

## Geschichte

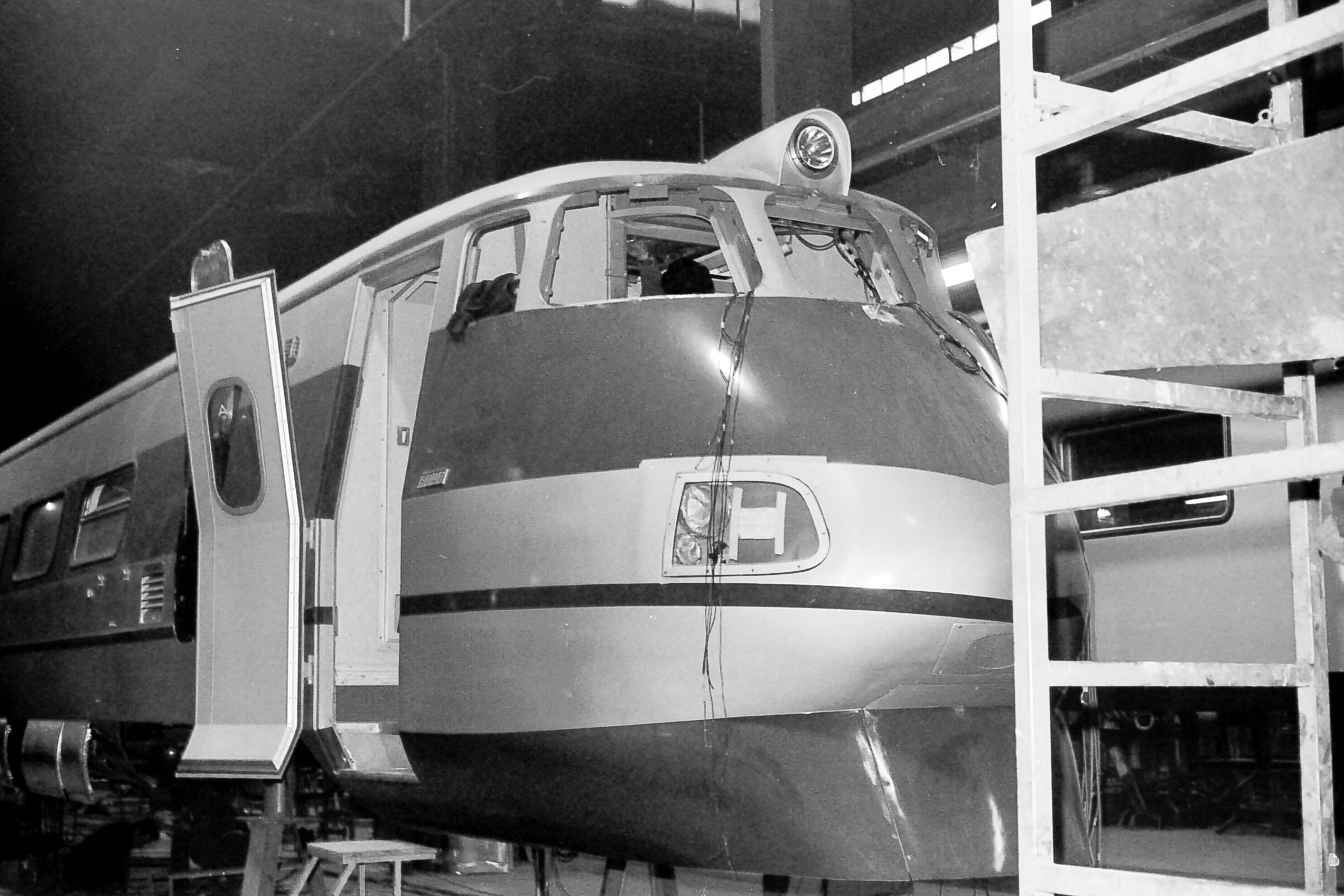
Herstellung des ETR.401 bei Fiat 1974

In der zweiten Hälfte der 1960er-Jahre wurde in Italien nach Wegen gesucht, die im Betrieb erreichbare Höchstgeschwindigkeit zu steigern, ohne dazu große Investitionen in die vorhandene Infrastruktur vornehmen zu müssen. Zur Demonstration der Leistungsfähigkeit von Neigungseinrichtungen des Wagenkastens konstruierte Fiat auf eigene Kosten einen Versuchszug und stellte ihn den FS zur Verfügung. Diese bezeichneten den Typ als ETR.400 und reihten den Versuchszug als ETR.401 ein. Die Durchführung von Versuchsfahrten ergab, dass der Einsatz von Neigetechnik die zulässige Geschwindigkeit auf kurvenreichen Streckenabschnitten ohne zusätzliche Belastungen für den Oberbau um bis zu 35 % erhöhen konnte.
Nach diversen Messfahrten erfolgte der Einsatz im regulären Personenverkehr. Ausgewählt wurde dazu die 298 Kilometer lange Strecke von Rom nach Ancona, welche in engen Kurvenradien die Apenninen überquerte. Obwohl der Zug seine Höchstgeschwindigkeit nur auf einem kurzen Teilstück erreichen konnte, betrug die maximal erreichbare Fahrzeitverkürzung 45 Minuten; um Verspätungen vorzubeugen, die durch eventuell auftretende technische Probleme auftreten könnten, wurde jene jedoch nicht vollständig in den Fahrplan eingearbeitet. Trotz zahlreicher Bedenken seitens Experten bewährte sich das Konzept des Zuges, auch wenn es bis 1984 dauerte, bis eine Serienbestellung erfolgte, die als ETR.450 bezeichnet wurde.
Da der ETR.401 als Versuchszug konzipiert war, besaß er lediglich vier Wagen, wobei elektrische Ausrüstung noch Platz in den beiden Endwagen beanspruchte. Mit Indienststellung des ETR.450, der mit acht Teilen die doppelte Kapazität des ETR.401 besaß, endete der planmäßige Einsatz des Prototyps. Da nun die Bahndirektionen anderer Länder auf die Neigetechnik aufmerksam wurden, fanden mit dem ETR.401 Versuchs- und Messfahrten im Ausland statt. Dabei gelangte der Triebzug auch nach Deutschland, wo 1987 Messfahrten auf der kurvenreichen Moselstrecke Koblenz–Trier–Dillingen durchgeführt wurden. 1989 wurden weitere Probefahrten sowie Präsentationen der Neigetechnik, unter anderem in Stuttgart Hbf, durchgeführt. Auf Strecken, die abweichend vom italienischen Stromsystem mit Wechselstrom anstelle von Gleichstrom elektrifiziert worden waren, wurde der ETR.401 von Lokomotiven geschoben.
Als Ersatz für kurzfristig nicht verfügbare Einheiten verrichtete der ETR.401 noch bis zum Jahr 2000 seinen Dienst, wofür eine Umlackierung ein neueres Design der FS vorgenommen wurde. Seitdem ist der Triebwagen im Bahnhofsbereich von Ancona abgestellt; seine weitere Verwendung ist ungewiss.

## Technik
Die Neigetechnik ermöglicht es dem ETR.401, Kurven mit einem Neigungswinkel von bis zu 9° zu durchfahren. Durch die so erreichte Verlagerung der Masse werden Fliehkräfte und Belastungen auf den Oberbau verringert und höhere Geschwindigkeiten ermöglicht. Gesteuert werden die Neigungseinrichtungen durch verschiedene Arten von Beschleunigungssensoren. Um den Kraftaufwand zur Neigung des Wagenkastens möglichst gering zu halten, wurde der Zug in konsequenter Leichtbauweise aus Aluminium hergestellt, woraus eine geringe Achslast von 10,5 t resultierte. Um trotz maximaler Neigung die Grenzen des Lichtraumprofils nicht zu überschreiten, verjüngt sich der Wagenkasten zu seinem oberen und unteren Ende. Die Stromabnehmer, die auch bei geneigtem Zug gleichermaßen Kontakt mit der Oberleitung benötigen, sind auf Gerüsten unmittelbar auf den Drehgestellen angebracht und werden so von der Neigetechnik nicht beeinträchtigt.
Um die Höchstgeschwindigkeit von 250 km/h auch auf Altbaustrecken ausfahren zu können, war ein effektives Bremssystem unabdingbar. Neben Widerstandsbremse und elektropneumatischer Bremse verfügt der ETR.401 über Magnetschienenbremsen, die unabhängig von der Reibung zwischen Rad und Schiene agieren und sichere Schnellbremsungen ermöglichen.

## RENFE-Baureihe 443

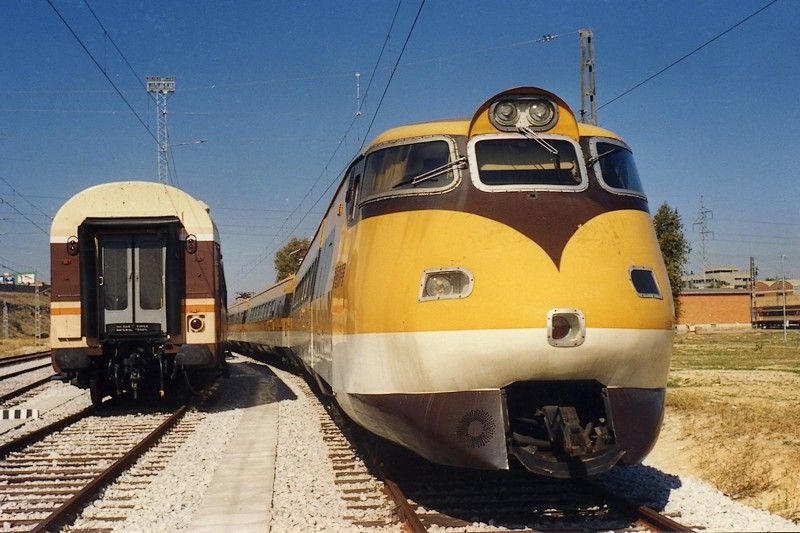
443 001 im Oktober 1990 in Madrid

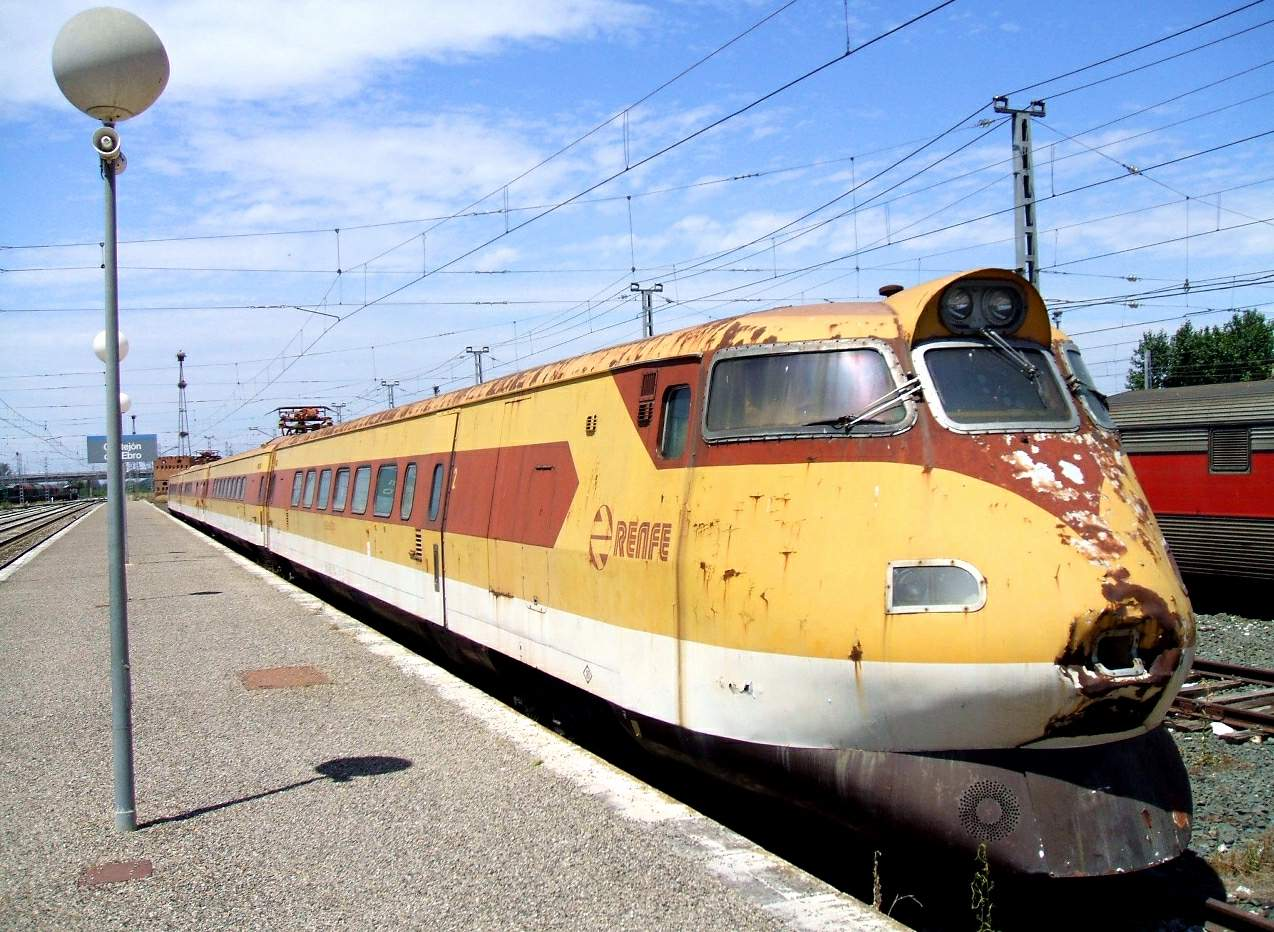
443 001 im Dezember 2010

Die spanische Eisenbahngesellschaft RENFE wollte in den 1970er-Jahren den Schnellverkehr in Spanien modernisieren. Dazu wurde die Abteilung Innovation eingerichtet, die sich mit dem Bau der Schnellfahrstrecke Madrid–Barcelona und dem Erwerb von Zügen mit Neigetechnik beschäftigte. Der in Italien gebaute ETR.401 stieß daher in Spanien auf Interesse. Während die Planung für die Schnellfahrstrecke wieder eingestellt wurde, bestellte die RENFE einen vom ETR.401 abgeleiteten Zug mit der Bezeichnung 443 001, der 1976 abgeliefert wurde. Technisch unterschied sich die Baureihe 443 vom ETR.401. Das Fahrwerk war für die Breitspur mit einer Spurweite von 1.668 mm angepasst, die Leistung auf 1.700 kW herabgesetzt und die Höchstgeschwindigkeit im Regelbetrieb auf 180 km/h beschränkt. Weiter war der Zug etwa zwei Meter länger und hatte eine deutlich höhere maximalen Achslast von 15 t. Während der ETR 401 nur die erste Wagenklasse führte, hatte die Baureihe 443 beide Wagenklassen mit 51 Sitzplätzen in der ersten und 116 Sitzplätzen in der zweiten Klasse. Das bei Ablieferung des Zuges neuartige, bis heute verwendete spanische Zugbeeinflussungssystem ASFA war ebenfalls eingebaut. Außerdem konnte der Zug in zwei eigenständige, gleichwertige Hälften mit je einem Führerstand geteilt werden.
Die Baureihe 443 wurde offiziell als Electrotrén basculante (deutsch: „Neigetechnik-Triebwagen“) bezeichnet, erhielt aufgrund seiner gelben Lackierung aber rasch den Spitznamen El Platanito (deutsch: „kleine Banane“). Bis 1979 wurden zahlreiche Messfahrten durchgeführt; dennoch entschied sich die RENFE nicht zu einer Serienbestellung, sondern orderte stattdessen bei Patentes Talgo Gliederzüge des Typs Talgo Pendular. Diese Züge hatten passive Neigetechnik mit geringerem Neigewinkel, waren jedoch einfacher aufgebaut und ließen sich kostengünstiger herstellen. Einzig für den Schnellverkehr zwischen Madrid und Valencia wurden zehn Neigezüge der Baureihe 490 beschafft, die ab Februar 1999 planmäßig verkehrten.
Der 443 001 wurde von Oktober 1979 bis 1982 im Plandienst eingesetzt, zunächst zwischen Madrid und Albacete, anschließend zwischen Madrid und Jaén. Nach weiteren Testfahrten und einer Hauptuntersuchung bei CAF in Saragossa wurde der 443 001 zwischen 1986 und 1987 von Madrid aus nach Ávila und Sigüenza eingesetzt. Im Mai 1987 erreichte er bei Schnellfahrversuchen zwischen Madrid und Alicante eine Geschwindigkeit von 206 km/h. Planungen, den Triebzug im Regionalverkehr einzusetzen, wurden nicht weiter verfolgt, sodass er abgestellt wurde und sich seit 1994 im Besitz von Eisenbahnfreunden befindet. Heute ist der Triebzug in Castejon de Ebro in Navarra abgestellt.